# Ley de Bragg
La ley de Bragg permite estudiar las direcciones en las que la difracción de rayos X sobre la superficie de un cristal produce interferencias constructivas, dado que permite predecir los ángulos en los que los rayos X son difractados por un material con estructura atómica periódica (materiales cristalinos).
Fue derivada por los físicos británicos William Henry Bragg y su hijo William Lawrence Bragg en 1913. La ley de Bragg confirma la existencia de partículas reales en la escala atómica, proporcionando una técnica muy poderosa de exploración de la materia, la difracción de rayos X. Los Bragg fueron galardonados con el Premio Nobel de Física en 1915 por sus trabajos en la determinación de la estructura cristalina del NaCl, el ZnS y el diamante.

## Interferencia y difracción

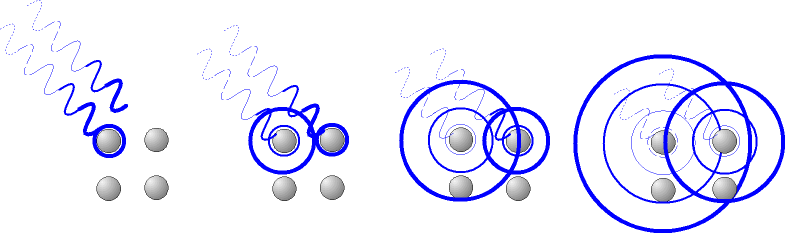
La radiación incidente llega a átomos consecutivos con un ligero desfase (izquierda). La radiación dispersada por los átomos (círculos azules) interfiere con radiación dispersada por átomos adyacentes. Las direcciones en las que los círculos se superponen son direcciones de interferencia constructiva.

Cuando los rayos X alcanzan un átomo interactúan con sus electrones exteriores. Estos reemiten la radiación electromagnética incidente en diferentes direcciones y con la misma frecuencia (en realidad debido a varios efectos hay pequeños cambios en su frecuencia). Este fenómeno se conoce como dispersión de Rayleigh (o dispersión elástica). Los rayos X reemitidos desde átomos cercanos interfieren entre sí constructiva o destructivamente. Este es el fenómeno de la difracción.
En el diagrama que sigue se esquematizan rayos X que inciden sobre un cristal. Los átomos superiores reemiten la radiación tras ser alcanzados por ella. Los puntos en los que la radiación se superpone constructivamente se muestran como la zona de intersección de los anillos. Se puede apreciar que existen ángulos privilegiados en los cuales la interferencia es constructiva, en este caso hacia la derecha con un ángulo en torno a 45°.

## Ley de Bragg

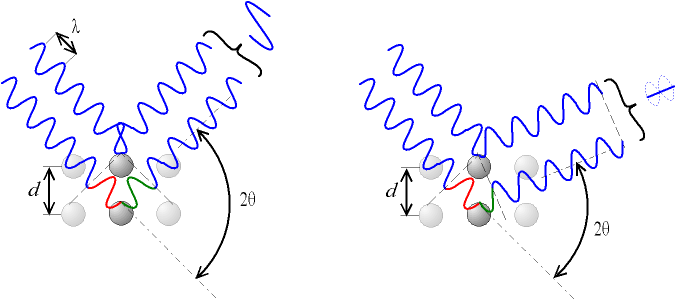
De acuerdo al ángulo de desviación (2θ), el cambio de fase de las ondas produce interferencia constructiva (figura izquierda) o destructiva (figura derecha).

La interferencia es constructiva cuando la diferencia de fase entre la radiación emitida por diferentes átomos es proporcional a 2π. Esta condición se expresa en la ley de Bragg:

{\displaystyle n\lambda =2d\cdot \operatorname {sen}(\theta )\,}

siendo:
- n es un número entero,
- λ es la longitud de onda de los rayos X,
- d es la distancia entre los planos de la red cristalina y,
- θ es el ángulo entre los rayos incidentes y los planos de dispersión.

## Deducción de la Ley de Bragg

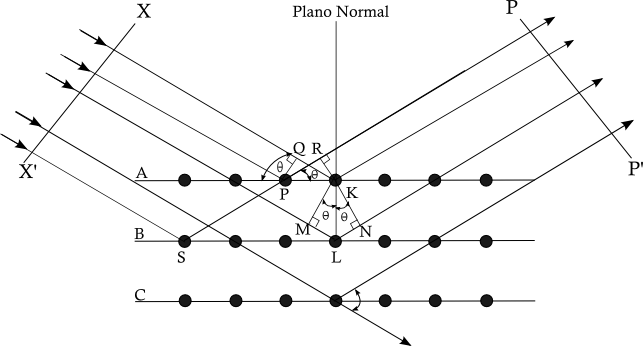
Deducción de ley de Bragg por diferencia de camino óptico.

Considérese la figura de la derecha conformada por planos de átomos distanciados a una longitud d. Para el primer plano, las rayos 1 y 1a golpean los átomos K y P los cuales son dispersados en todas la direcciones; pero para cierta dirección, estos rayos (1’ y 1a') se encuentran en fase y por lo tanto se cumple que:

{\displaystyle QK-PR=PK\cos \theta -PK\cos \theta =0\,}

Esta condición se cumple para cada plano.
Para analizar los rayos dispersados por átomos en diferentes planos se toma los rayos 1 y 2 de la figura de arriba. Estos rayos son dispersados por los átomos K y L, la diferencia en sus caminos ópticos es:

{\displaystyle ML+LN=d'\operatorname {sen}(\theta )+d'\operatorname {sen} \,(\theta )}

Así estos rayos estarán completamente en fase si su diferencia de caminos es igual a un número entero (n) de longitudes de onda {\displaystyle \lambda }, de tal manera que se cumple que:

{\displaystyle n\lambda =2d'\operatorname {sen}(\theta )}

Otra manera de deducir la ley de Bragg es considerar ahora una diferencia de fase. Para dos rayos difractados se tiene que la diferencia de fase es igual:

{\displaystyle 2\pi r(K_{s}-K_{i})=2\pi rR\,}

donde {\displaystyle R=(K_{s}-K_{i})}, r es la distancia de separación entre los planos y K es el vector de onda. 
Para la figura, {\displaystyle {\underline {R}}=2sin(\theta )/\lambda {\underline {r}}=D}. Para que haya una interferencia constructiva r R es un múltiplo de uno de tal manera que:

{\displaystyle r\cdot R={\underline {r}}\cdot {\underline {R}}=2D\operatorname {sen}(\theta )/\lambda =n\,;\quad n=1,2,3,\dots }

## Analogía

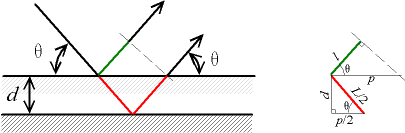
Interferencias producidas en una capa delgada de aire. Analogía con la ley de Bragg.

Se puede expresar esta ley considerando una analogía con un caso más simple. Considérese que los planos cristalográficos son representados por espejos semi transparentes en los que la radiación incidente es reemitida en parte en cada uno de los planos. Las interferencias formadas entonces se rigen por la ley de Bragg. De hecho, la fórmula de Bragg es idéntica a las interferencias producidas en una capa delgada de aire obtenidas en un interferómetro de Michelson. De manera más estricta hay que tener en cuenta que las ondas son dispersadas por átomos individuales alineados de manera periódica.